# 불법점유
불법점유(不法占有)란 적법한 권원없이 남의 재산을 점유하는 것을 말한다.

## 판례
- 불법점유를 당한 부동산의 소유자 또는 용익권자로서는 불법점유자에 대하여 그로 인한 임료 상당 손해의 배상이나 부당이득의 반환을 구할 수 있을 것이나, 불법점유라는 사실이 발생한 바 없었다고 하더라도 부동산의 소유자 또는 용익권자에게 임료 상당 이익이나 기타 소득이 발생할 여지가 없는 특별한 사정이 있는 때에는 손해배상이나 부당이득반환을 청구할 수 없다[1]
- 임대차종료후 임대차보증금을 반환받지 못한 임차인이 목적물을 계속 점유하는 경우 불법점유로 인한 손해배상책임이나 부당이득반환채무가 발생하지 않는다고 보았다[2]

## 같이 보기
- 자주점유
- 타주점유
- 점유권